# Міавадді (округ)
Міавадді (бірм. မြဝတီ; тайська: เมีย วดี; RTGS: Mia-wadi; S'gaw Karen: မၠၣ ် ဝ ဝ ်) — місто в штаті Карен, південний схід М'янми, поруч із кордоном з Таїландом. Відокремлений від тайського прикордонного містечка Ма-Сот на річці Моей (річка Таун-Йін), місто є найважливішою торговельною точкою між М'янмою та Таїландом. Це другий за величиною серед 15 пунктів торгівлі кордоном з М'янми. Це 170 км на схід від Мавламіня, четвертого за величиною місто М'янми і 426 км на північний захід від Бангкока, столиці Таїланду.

## Економіка
Перетин кордону є основним маршрутом експорту дорогоцінних каменів до М'янми, Mae Sot to Myawaddy є основним торговельним маршрутом перетину кордону між Таїландом та М'янмою та, за даними Торгової палати Таїланду, щомісячна торгівля між двома країнами у 2015 році — через перетин Мае Сот до Myawaddy перевищила 3 мільярди батів.

## Туризм
За новою угодою між урядами Таїланду та М'янми, мандрівники, які перетинають кордон з міст Дружби Myawaddy-Mae Sot, можуть залишатися в районах Мае-Сот протягом семи днів. Нова угода набрала чинності з 1 жовтня 2016 року.

## Бомбардування
6 серпня 2010 року вибухнула бомба на автостоянці багатолюдного ринку в Міавадді, у результаті чого загинули двоє чоловіків і серйозно поранено ще чотири.